# Polesden Lacey
Polesden Lacey est une maison et un domaine édouardiens, situés dans les North Downs à Great Bookham, près de Dorking, dans le Surrey, en Angleterre. Il appartient et est géré par le National Trust et est l'une des propriétés les plus populaires du Trust.
Cette maison de style Régence est agrandie à partir d'un bâtiment antérieur et largement rénovée en 1906 par Margaret Greville (en), une hôtesse édouardienne bien connue. Sa collection de beaux tableaux, de meubles, de porcelaines et d'argenterie est exposée dans les salons et les galeries, comme à l'époque de ses célèbres fêtes de maison.
Le domaine de 1 400 acres comprend une roseraie clos de murs, des pelouses, des bois anciens et des promenades paysagères.
Les futurs George VI et la reine Elizabeth y passent une partie de leur lune de miel en 1923.

## Maisons précédentes
On pense que le nom « Polesden » est en vieil anglais. La première maison est construite en 1336. Anthony Rous achète le domaine en 1630 et reconstruit la maison médiévale. Richard Brinsley Sheridan, le poète et dramaturge, achète la maison en 1804.
La maison appartient ensuite à Francis Geary, mais son Polesden Lacey est démoli lorsque Joseph Bonsor achète le domaine et charge Thomas Cubitt de construire une maison entièrement nouvelle en 1824, créant le noyau de la maison que l'on voit aujourd'hui. Bonsor meurt en 1835 et la maison passe à son fils qui, en 1853, vend le domaine à Walter Rockcliff Farquhar, qui le conserve jusqu'à sa mort en 1902.

## Début duXXesiècle

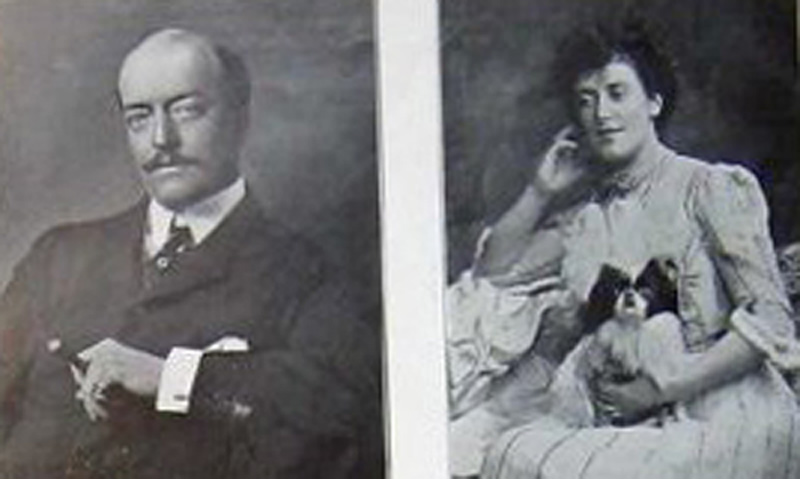
Ronald et Margaret Greville, v. 1900

Le domaine Polesden Lacey est acheté en 1902 par Clinton Edward Dawkins, un fonctionnaire de carrière, qui charge Ambrose Poynter, architecte fils de Edward Poynter, d'étendre considérablement le travail de Cubitt pour créer la maison actuelle. Clinton, cependant, est décédé peu de temps après son achèvement. Le domaine est ensuite acheté en 1906 par William McEwan (en) pour sa fille, Margaret Anderson, et son mari, le capitaine Ronald Greville.
Les architectes Charles Mewès et Arthur Davis, responsables de l'hôtel Ritz à Londres, remodèlent la maison des Greville. Le couple remplit la maison de collections de beaux meubles, de porcelaine, d'argenterie et d'art.
Ronald Greville meurt en 1908 seulement deux ans après qu'ils ont déménagé à Polesden Lacey, à 46 ans. Margaret continue à recevoir somptueusement à la maison. Elle possède également une maison à Londres dans laquelle elle organise des fêtes coûteuses. Au cours des 30 années suivantes, sa réputation d'hôtesse de la société édouardienne est établie.
En 1923, Margaret invite le duc et la duchesse d'York à passer leur lune de miel à Polesden Lacey et le couple royal y passe par la suite deux semaines. Peu de temps avant leur arrivée, un journal londonien prend des photographies de la maison et publie un grand article sur le lieu de lune de miel proposé.

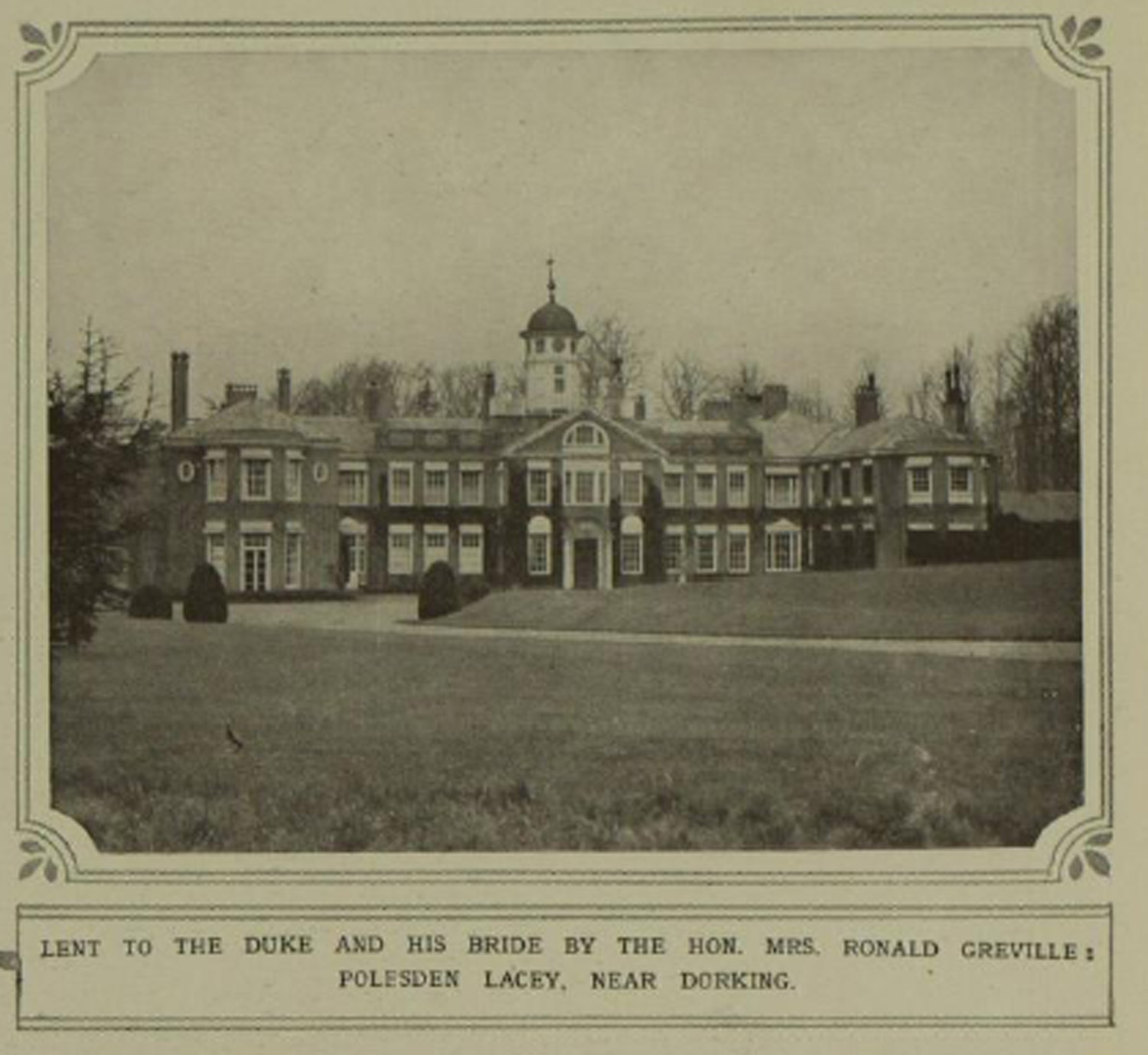
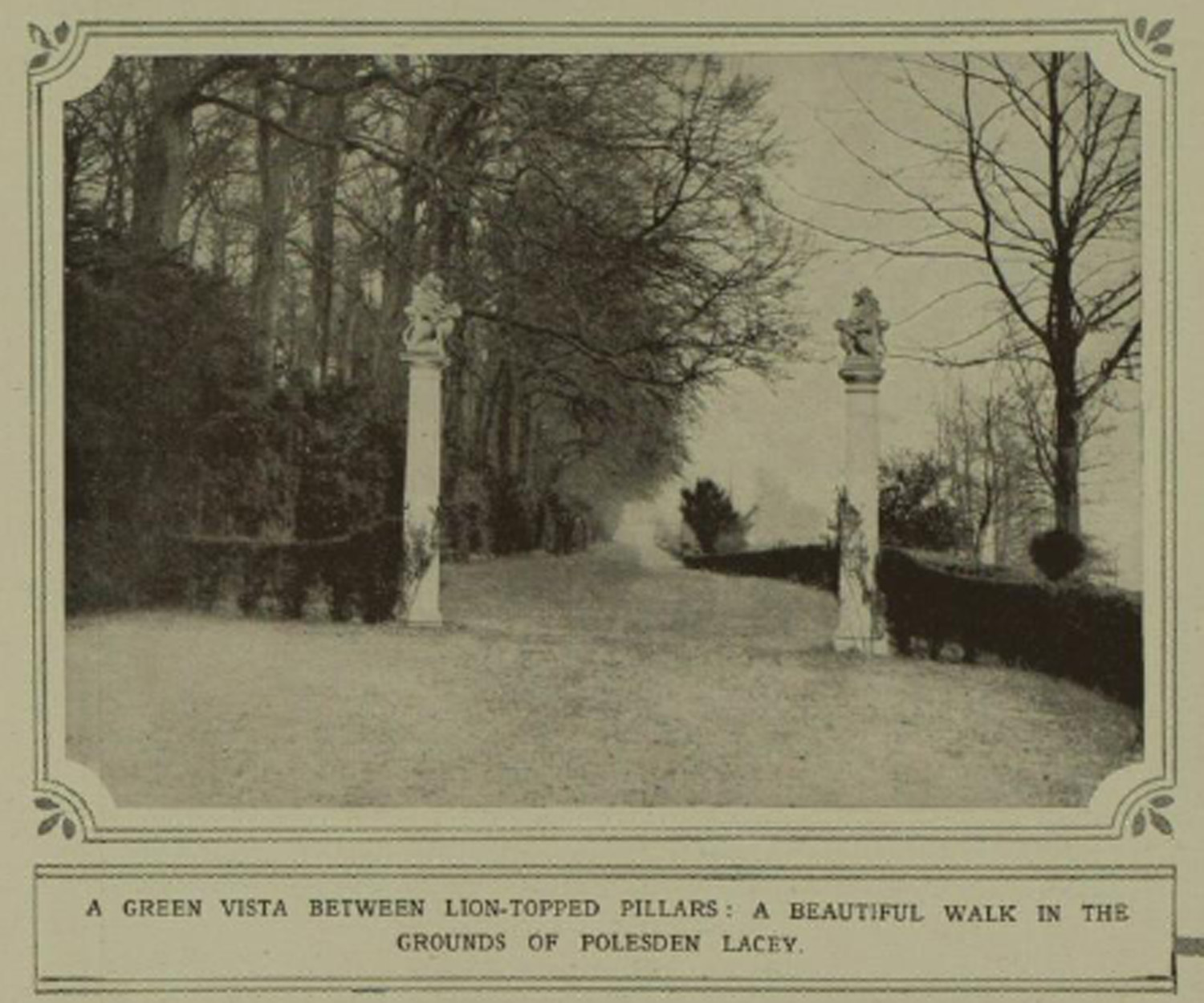
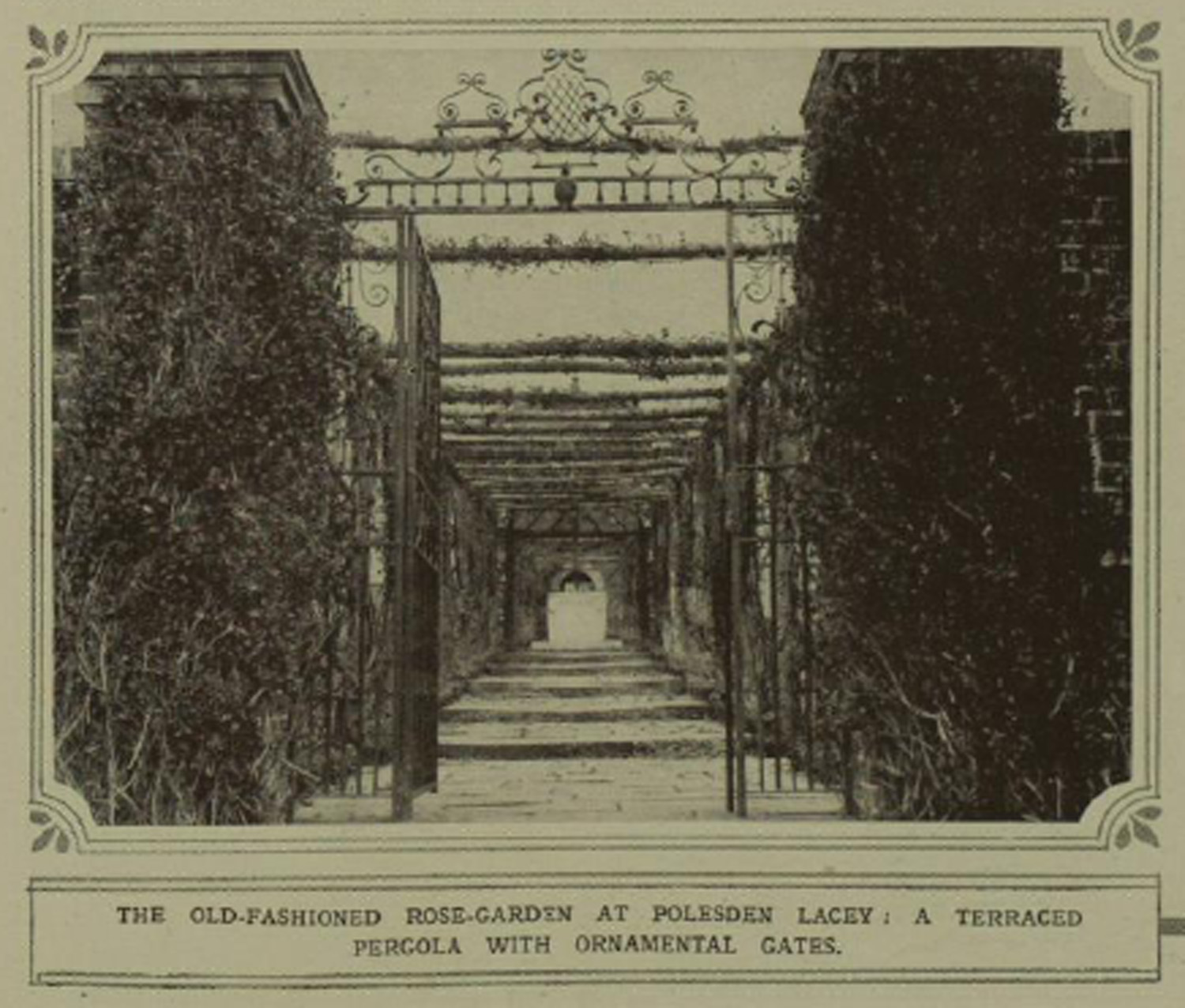
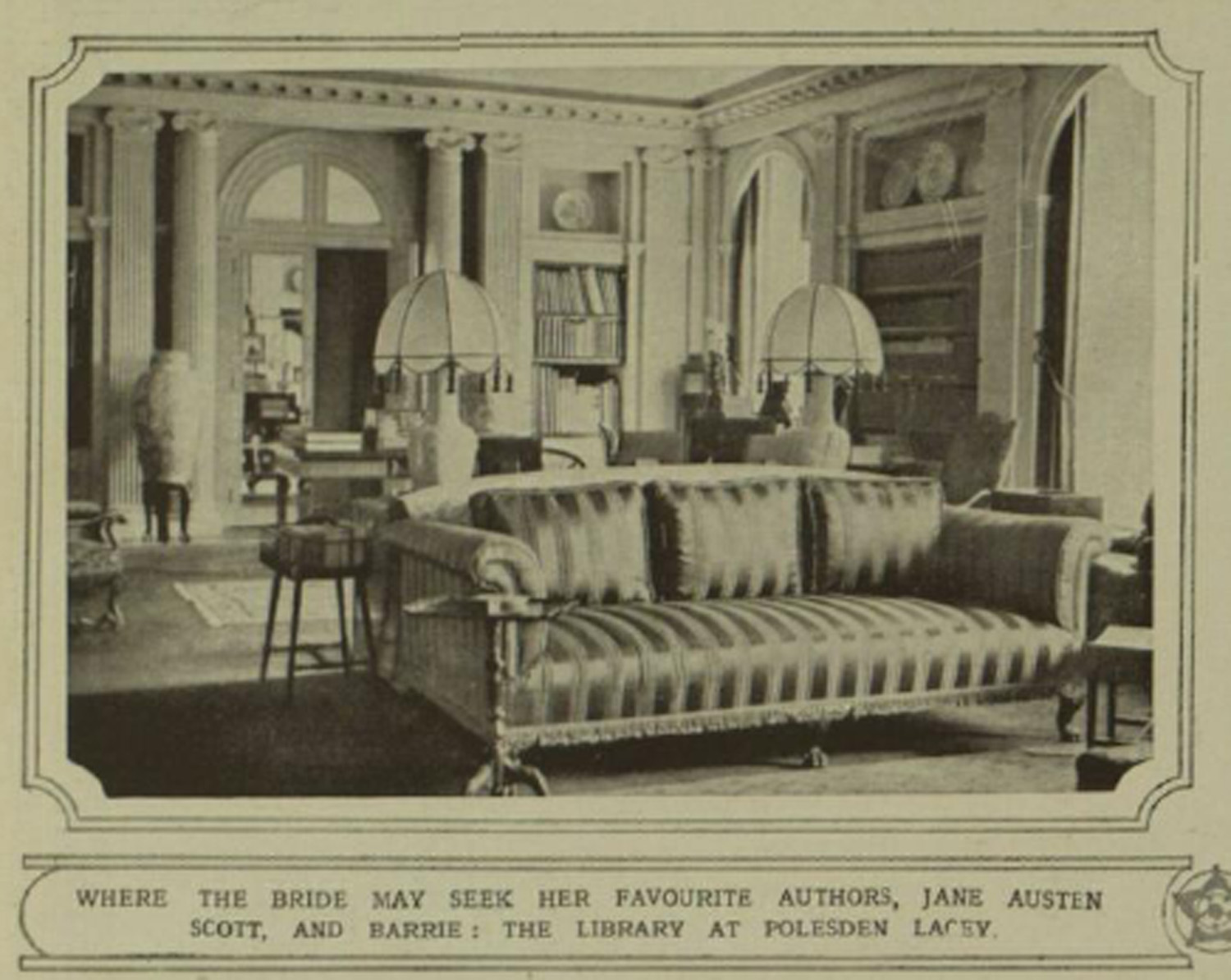
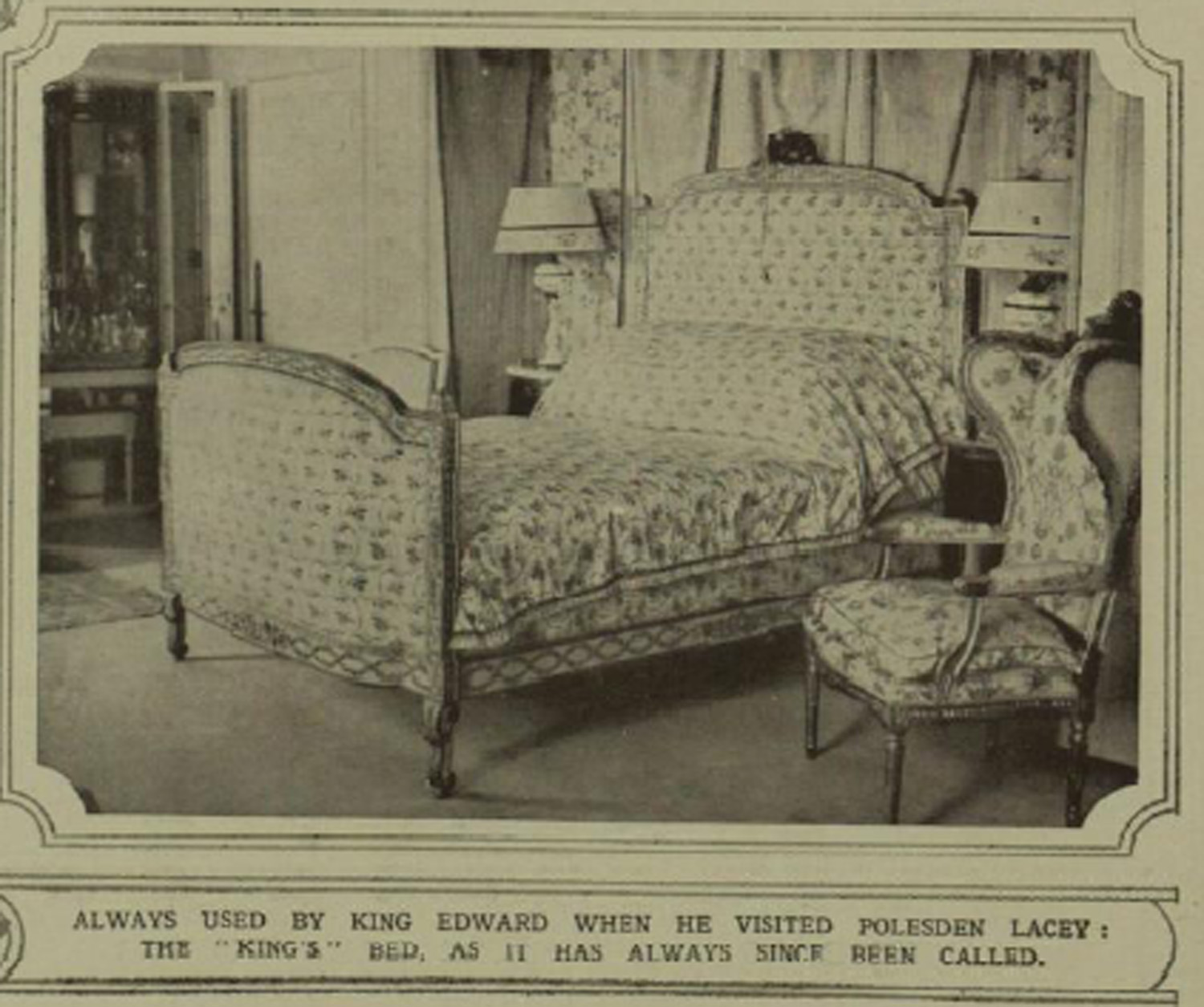
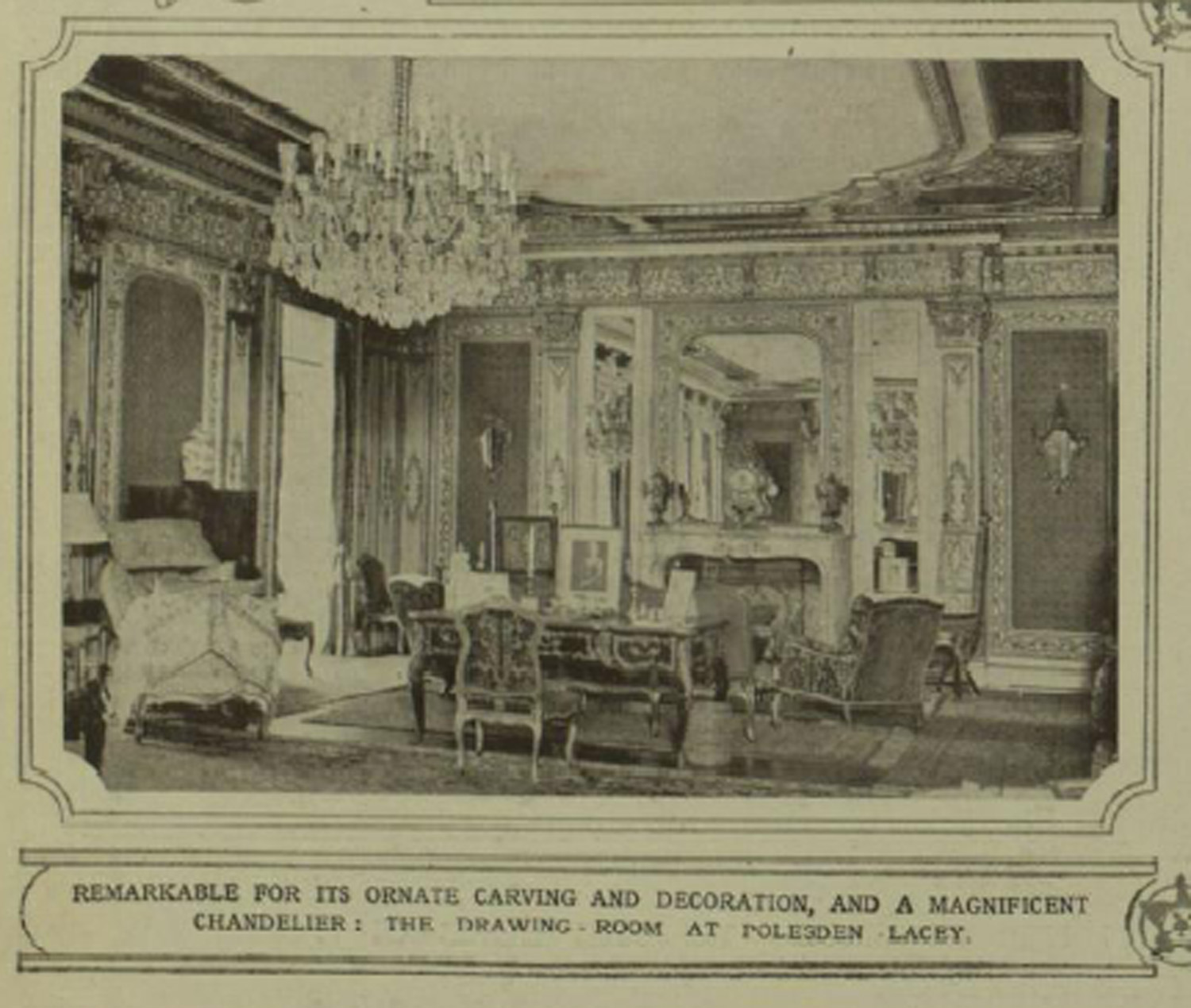
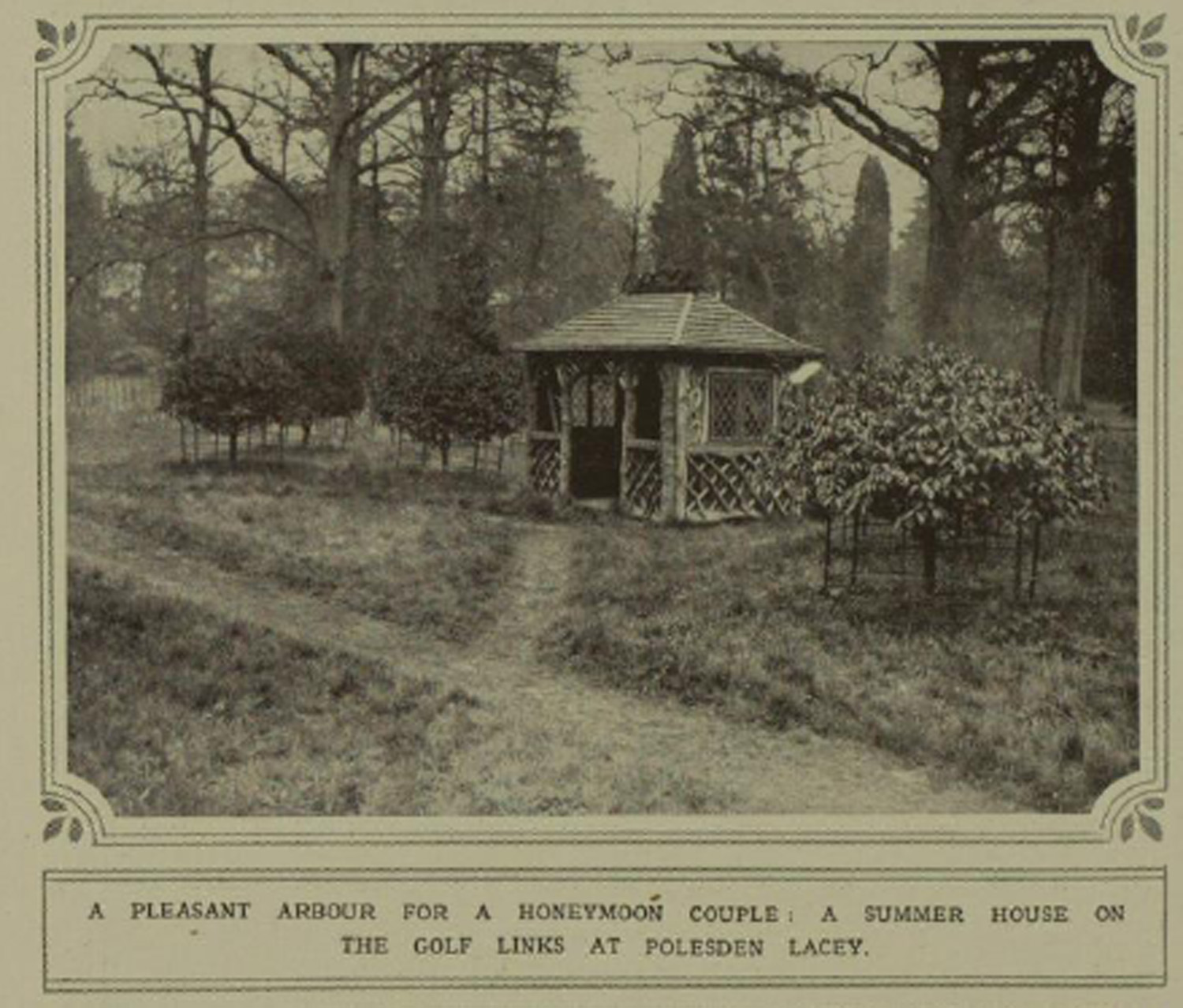

## Propriété du National Trust (1942 - aujourd'hui)

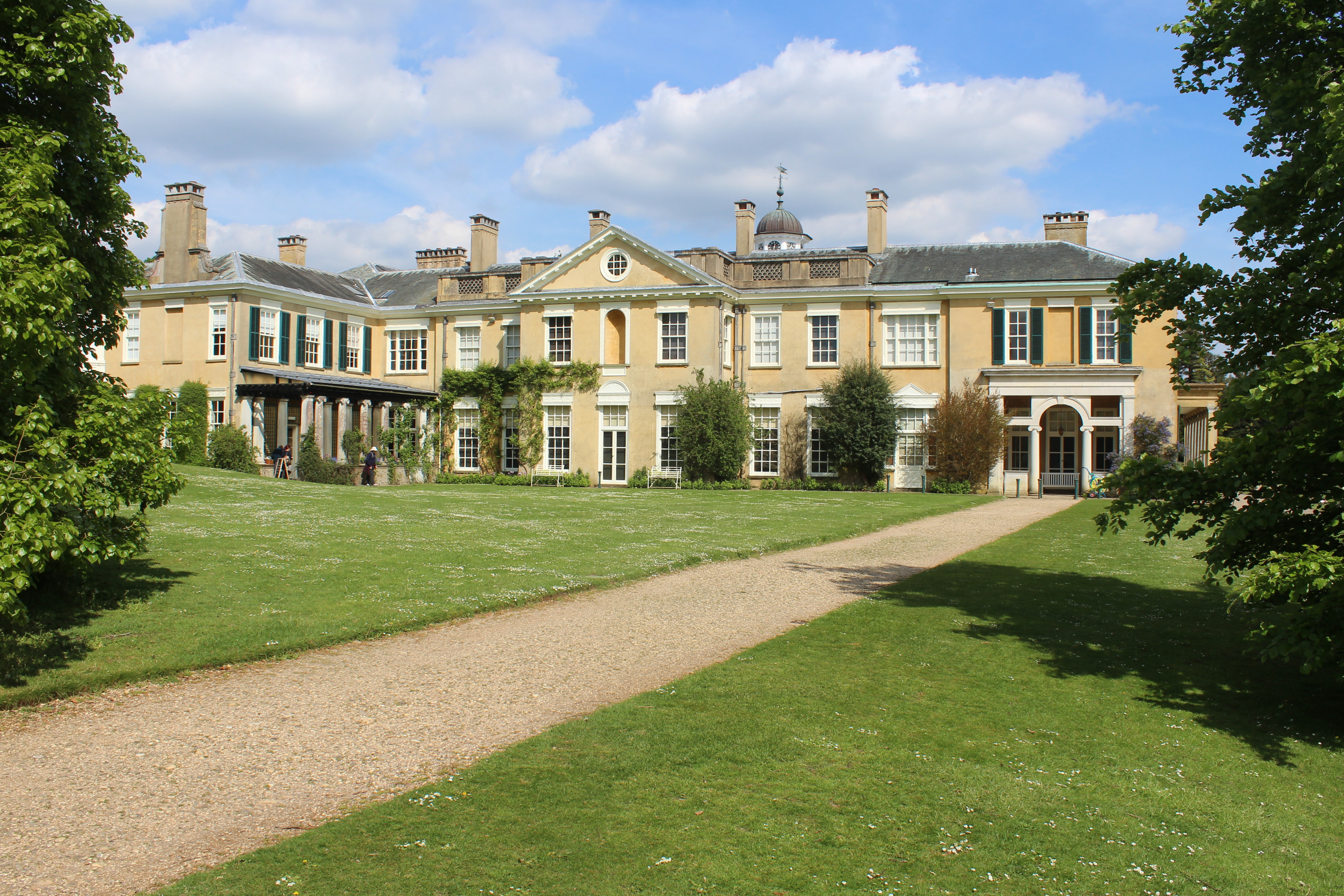
Façade ouest

Polesden Lacey est léguée au National Trust par Mme Greville en 1942 en mémoire de son père, le brasseur William McEwan (elle est sa fille illégitime et unique héritière). Le legs comprend environ 1 000 acres de terrain ainsi que des tableaux et des meubles, dont elle espère qu'ils formeront la base d'une future galerie d'art. La maison est ouverte au public par le Trust en août 1946.
En août 1960, un incendie détruit environ la moitié de la toiture de la propriété. Plusieurs plafonds du rez-de-chaussée sont endommagés par l'eau lors des tentatives d'extinction de l'incendie mais la collection d'art et de meubles est sauvée par les travailleurs du domaine. Le coût des réparations, environ 65 000 £, est couvert par l'assurance et la maison ouvre au public le 9 juin 1962.
En 1995, le National Trust lance un programme de restauration et de rénovation. En 2008/9, les installations pour les visiteurs sont assez largement rénovées, avec un nouveau parking, un café, une boutique et un magasin à la ferme. Il reçoit 347 149 visiteurs en 2018, le plaçant dans le top 10 des propriétés les plus visitées du Trust.
Certaines parties de la maison ne sont actuellement pas ouvertes au public. En effet, en 1942, on pensait que les chambres et les zones des domestiques n'intéresseraient pas les visiteurs. Le premier étage du manoir est utilisé par le bureau régional du National Trust pour Londres et le sud-est. Les anciennes zones des domestiques (au rez-de-chaussée) sont utilisées par le personnel de Polesden Lacey comme bureaux. En mars 2011 l'appartement privé de Mme Greville qui avait été occupé par la House Manager est ouvert.
Il y a un certain nombre de promenades autour du domaine Polesden Lacey, en particulier dans la vallée que surplombe la maison principale. Le domaine comprend une auberge de jeunesse, Tanners Hatch.